# Belemniastis
Belemniastis is een geslacht van vlinders van de familie spinneruilen (Erebidae), uit de onderfamilie Arctiinae.

## Soorten
- B. attidates Druce, 1900
- B. troetschi Druce, 1896
- B. whiteleyi Druce, 1888